# Pierella
 Pierella  es un género de lepidópteros de la familia  Nymphalidae, que se encuentra desde México hasta América del Sur.

## Descripción
Este género tiene la particularidad de tener alas traseras con superficie frontal mayor que las alas delanteras. Un característico flash verde oval en el ala delantera es causado por la difracción, provocada por las escalas del ala, que forman una rejilla para desviar los rayos de luz.

## Biología
Las larvas usan plantas hospederas de los géneros Heliconia y Calathea.

## Distribución
- México, América Central y norte de América del Sur.

## Taxonomía
Este género fue desrito por el entomólogo alemán Gottlieb August Wilhelm Herrich-Schäffer en 1865. Una descripción anterior  de 1841 de John Obadiah Westwoodfue invalidada.
La especie tipo es Pierella nereis (Drury), sin. Papilio nereis

### Sinónimos
- Pieris (Hübner, 1819) (diferente del género Pieris (Schrank, 1801), reconocido como válido.
- Antirrhaea (Westwood, 1851)

### Especies y subespecies

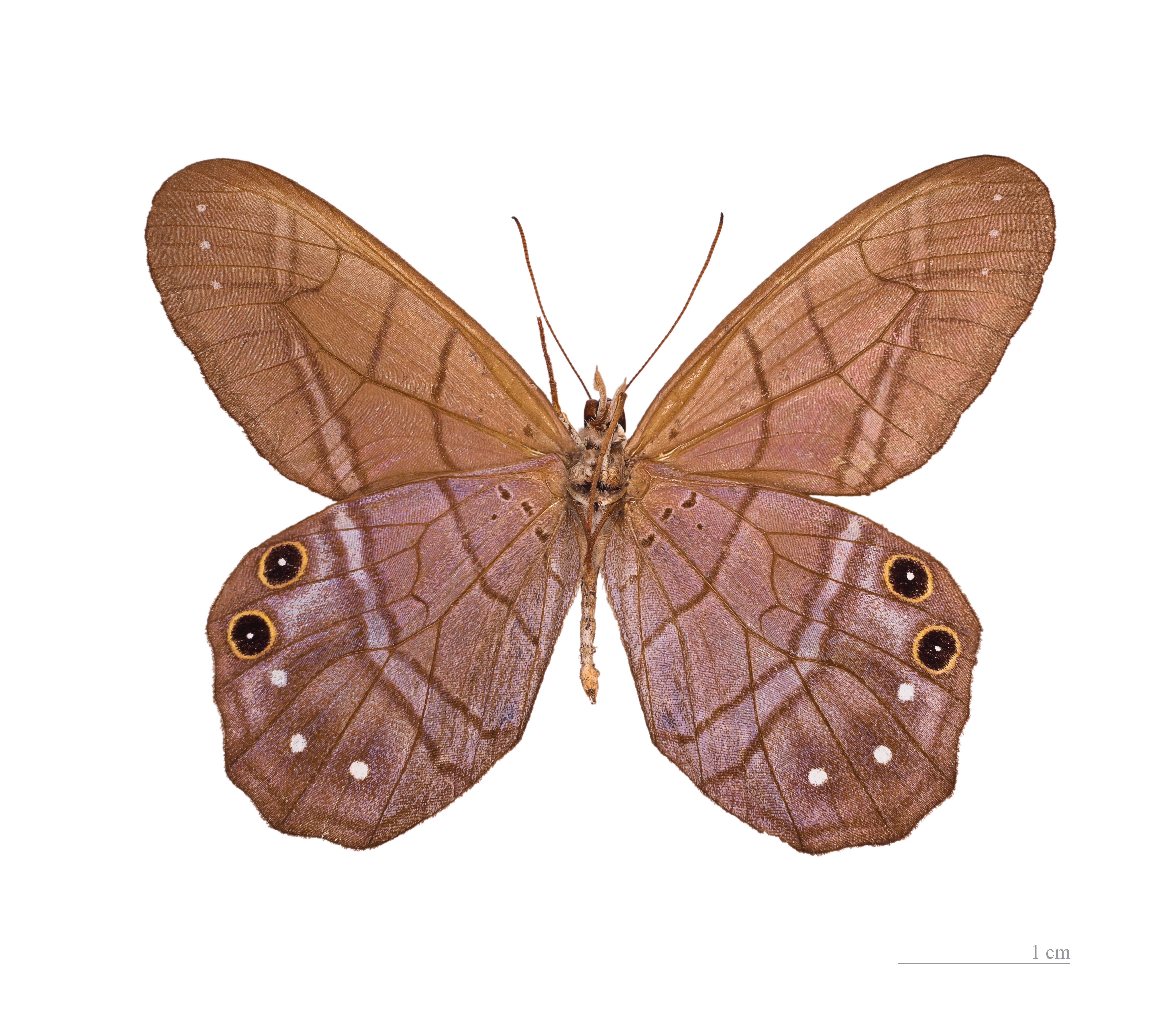
Pierella astyoche astyoche

Esta es la lista de especies y subespecies reconocidas:
- Pierella amalia (Weymer, 1885)
- Pierella astyoche (Erichson, 1849) 
  - Pierella astyoche astyoche (Doubleday, 1849)
  - Pierella astyoche bernhardina (Bryk, 1953)
  - Pierella astyoche stollei (Ribeiro, 1931)

- Pierella helvina (Hewitson, 1859)

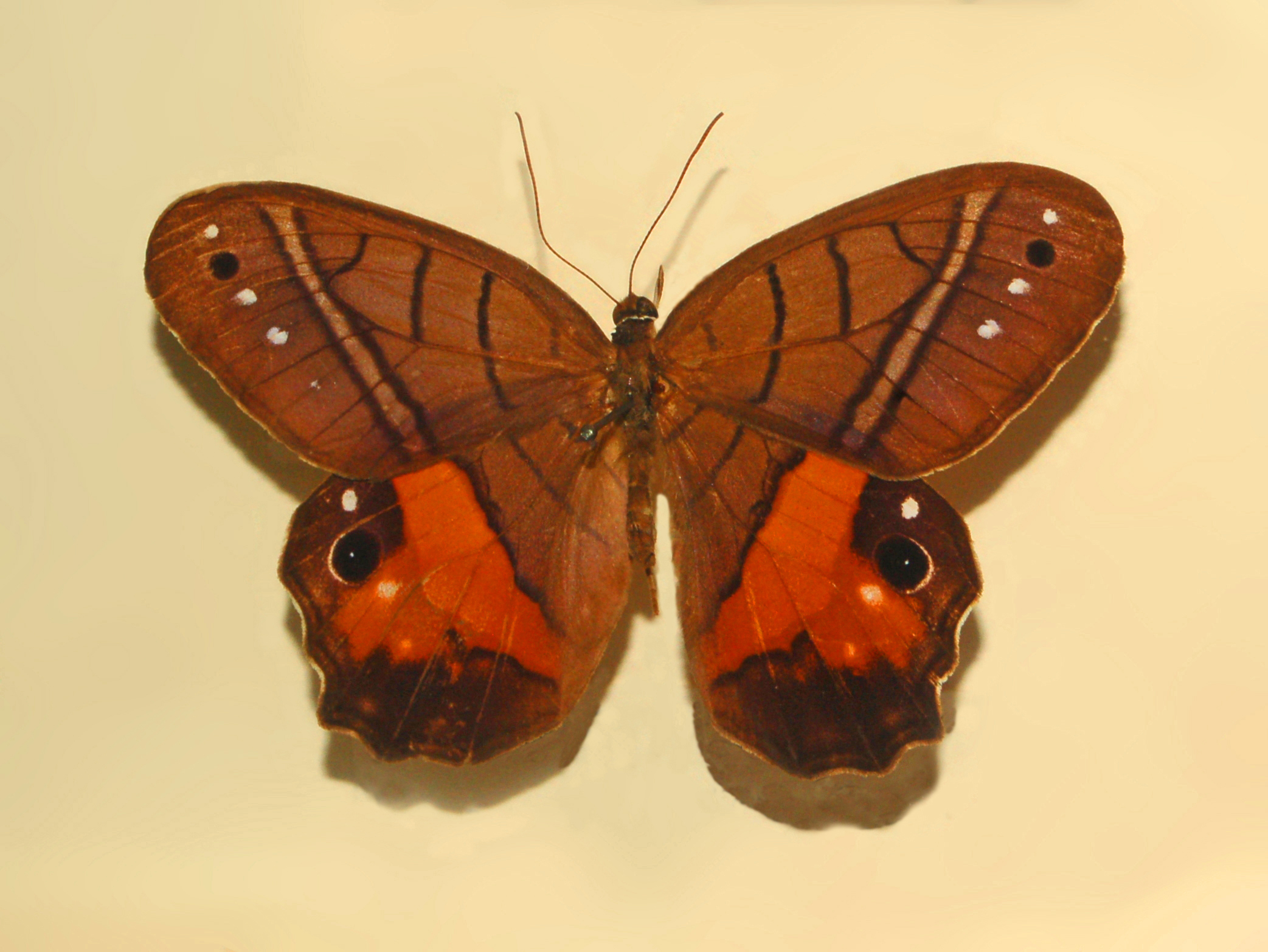
Pierella helvina

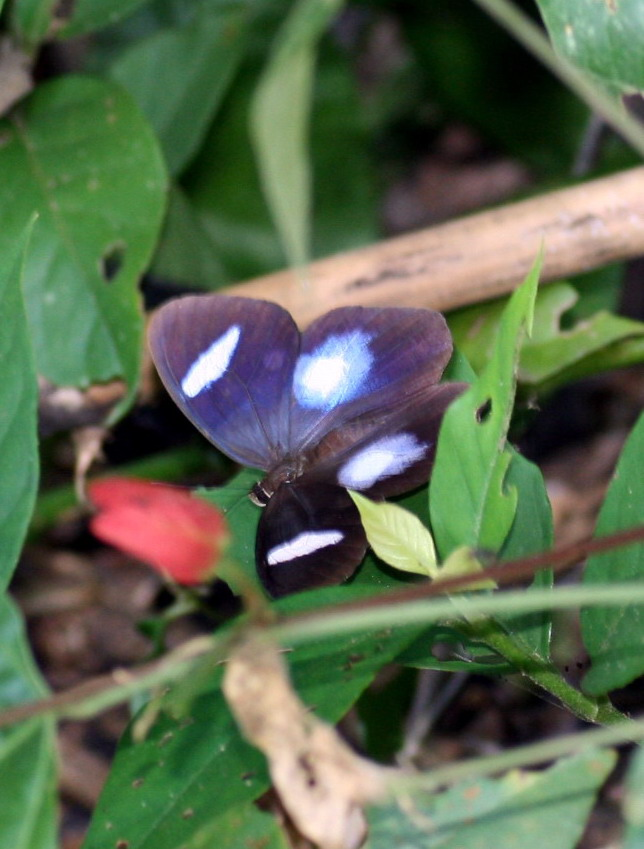
Pierella hortona

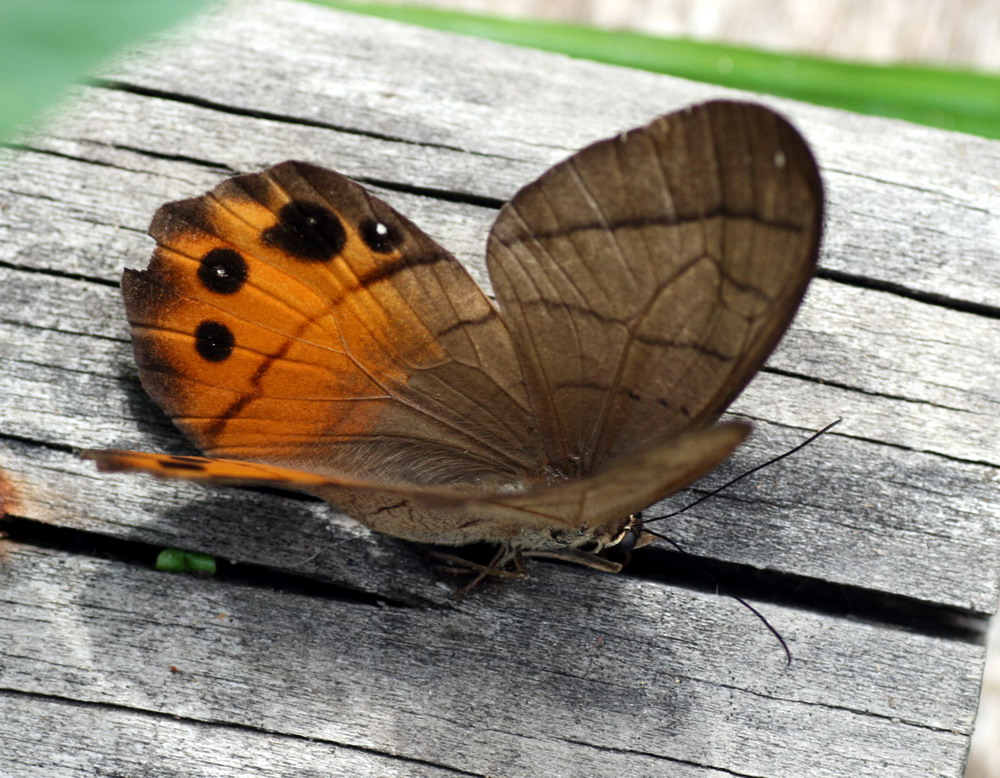
Pierella hyceta

  - Pierella helvina helvina (= Haetera helvina)
  - Pierella helvina hymettia Staudinger, [1886] (= P. incanescens werneri)
  - Pierella helvina incanescens Godman & Salvin, 1877 (= P. incanescens costaricana)
  - Pierella helvina ocreata Salvin & Godman, 1868(= P. ocreata (nomen nudum))
  - Pierella helvina pacifica Niepelt, 1924 (= Pierello [sic] ocreata johnsoni)
- Pierella hortona (Hewitson, 1854) 
  - Pierella hortona hortona (= Haetera hortensia, Haetera hortona, P. hortona f. albopunctata, P. hortona f. ocellata)
  - Pierella hortona albofasciata Rosenberg & Talbot, 1914 (= P. albofaciata [sic] decepta)
- Pierella hyalinus (Gmelin, [1790])
  - Pierella hyalinus hyalinus
  - Pierella hyalinus extincta (Weymer, 1910)
  - Pierella hyalinus schmidti (Constantino, 1995)
  - Pierella hyalinus velezi (Constantino, 1995)
  - Pierella hyalinus fusimaculata (Hübner, 1819) (= Pieris dracontis Hübner, 1819)
- Pierella hyceta (Hewitson, 1859)
  - Pierella hyceta hyceta (= Haetera hyceta)
  - Pierella hyceta ceryce (Hewitson, 1874) (= Haetera ceryce)
  - Pierella hyceta latona (C.Felder & R.Felder, 1867) (= Haetera latona)
- Pierella incanescens (Godman & Salvin, 1877)
- Pierella lamia (Sulzer, 1776) Pierella lamia lamia

Pierella lamia lamia

  - Pierella lamia lamia (Fabricius, 1775)
  - Pierella lamia chalybaea Godman, 1905
  - Pierella lamia boliviana (Brown, 1948)

- Pierella lena (Linnaeus, 1767)

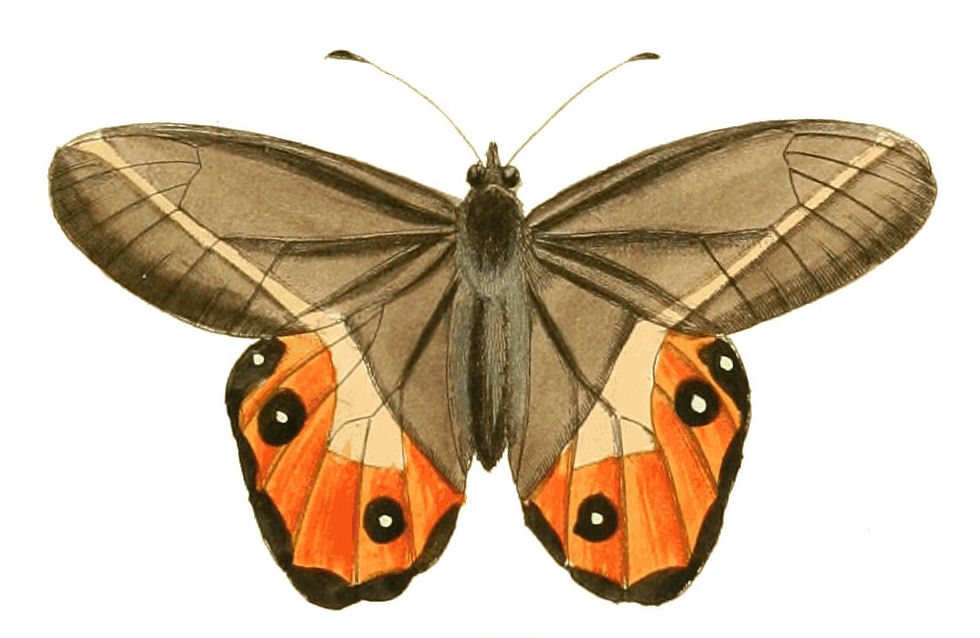
Pierella nereis

  - Pierella lena lena (= Papilio lena, Papilio sectator)
  - Pierella lena brasiliensis (C.Felder & R.Felder, 1862), 1862 (= Haetera brasiliensis, P. lena browni, P. lena glaucolena, P. lena f. melanosa (nomen nudum), P. lena f. obsoleta)
- Pierella lucia Weymer, 1885 (= P. astyoche var. albomaculata)
- Pierella luna (Fabricius, 1793)
  - Pierella luna luna (= Papilio luna, Pierella luna f. rubra)
  - Pierella luna lesbia Staudinger, 1887
  - Pierella luna pallida (Salvin & Godman, 1868) (= Hetaera [sic] pallida)
  - Pierella luna rubecula Salvin & Godman, 1868 (= Haetera heracles)
- Pierella nereis (Drury, 1782) (= Papilio nereis )